# Arrondissement administratif de Thuin
L'arrondissement administratif de Thuin est un des sept arrondissements administratifs de la province de Hainaut en Région wallonne (Belgique). Sa superficie est de 785,04 km2 et sa population au 1er janvier 2025 s’élevait à 92 646 habitants, soit une densité de population de 118,0 habitants au km².
Cet arrondissement administratif fait partie de l'arrondissement judiciaire du Hainaut.

## Histoire
L'arrondissement de Thuin est né de la réunion des cantons de Beaumont, Binche, Chimay, Merbes-le-Château et Thuin qui ont quitté l'arrondissement de Charleroi en 1818.
En 1977, la commune de Haine-Saint-Pierre fut attachée à l'arrondissement de Soignies tandis que les communes de Bray, Péronnes, Estinnes-au-Val et Vellereille-le-Sec arrivèrent dans l'arrondissement de Thuin.
Les communes de Binche, d'Estinnes et de Morlanwelz sont transférées le 1er janvier 2019 dans l'arrondissement administratif de La Louvière, un nouvel arrondissement administratif  créé par décret du 25 janvier 2018 modifiant des articles relatifs au code de la démocratie locale et de la décentralisation de la région wallonne,.

## Communes et leurs sections

### Communes
- Anderlues
- Beaumont
- Chimay
- Erquelinnes
- Froidchapelle
- Ham-sur-Heure-Nalinnes
- Lobbes
- Merbes-le-Château
- Momignies
- Sivry-Rance
- Thuin

### Sections
- Anderlues
- Baileux
- Bailièvre
- Barbençon
- Beaumont
- Beauwelz
- Bersillies-l'Abbaye
- Bienne-lez-Happart
- Biercée
- Biesme-sous-Thuin
- Bourlers
- Boussu-lez-Walcourt
- Chimay
- Cour-sur-Heure
- Donstiennes
- Erpion
- Erquelinnes
- Fontaine-Valmont
- Forge-Philippe
- Forges
- Fourbechies
- Froidchapelle
- Gozée
- Grand-Reng
- Grandrieu
- Ham-sur-Heure
- Hantes-Wihéries
- Jamioulx
- Labuissière
- Leers-et-Fosteau
- L'Escaillère
- Leugnies
- Leval-Chaudeville
- Lobbes
- Lompret
- Macon
- Macquenoise
- Marbaix-la-Tour
- Merbes-le-Château
- Merbes-Sainte-Marie
- Momignies
- Monceau-Imbrechies
- Montbliart
- Montignies-Saint-Christophe
- Mont-Sainte-Geneviève
- Nalinnes
- Ragnies
- Rance
- Renlies
- Rièzes
- Robechies
- Saint-Remy
- Salles
- Sars-la-Buissière
- Sautin
- Seloignes
- Sivry
- Solre-Saint-Géry
- Solre-sur-Sambre
- Strée
- Thirimont
- Thuillies
- Thuin
- Vaulx
- Vergnies
- Villers-la-Tour
- Virelles

## Démographie
La chute du chiffre en 2020 s'explique par la réorganisation des arrondissements administratifs de la Province de Hainaut entrée en vigueur au 1 janvier 2019.
- Source: DGS , de 1830 à 1970=recensements population; à partir de 1980 = nombre d'habitants chaque 1 janvier[1]